# Lepismium cruciforme
Lepismium cruciforme är en kaktusväxtart som först beskrevs av Vell., och fick sitt nu gällande namn av Friedrich Anton Wilhelm Miquel. Lepismium cruciforme ingår i släktet Lepismium och familjen kaktusväxter. Inga underarter finns listade i Catalogue of Life.

## Bildgalleri

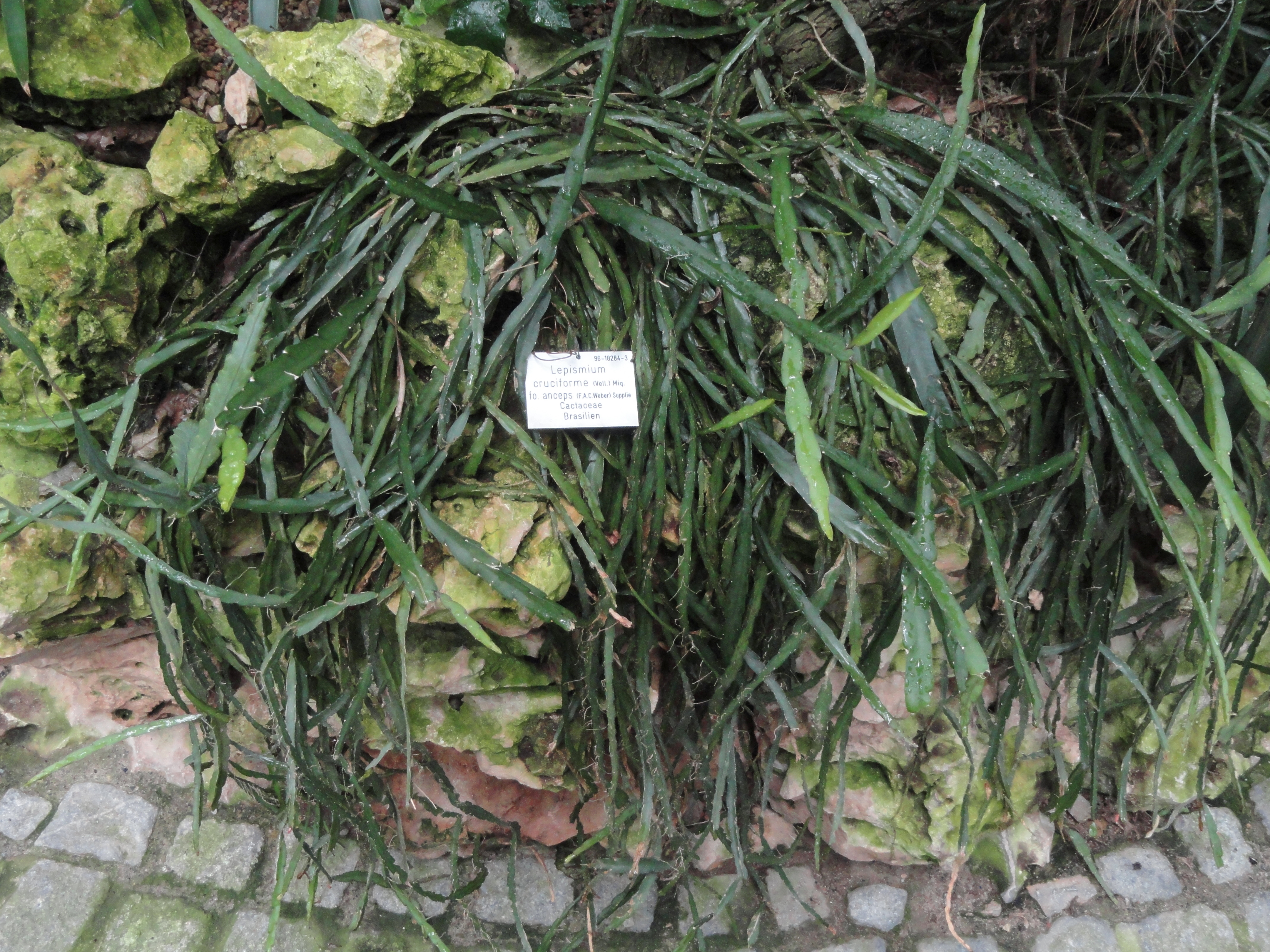